# Underrätt
En underrätt är en av de domstolar som dömer i första instans. 

## Sverige
Till underrätterna hör, bland allmänna domstolar, tingsrätt samt, bland förvaltningsdomstolar, förvaltningsrätt.